# St. Elias und St. Gregor

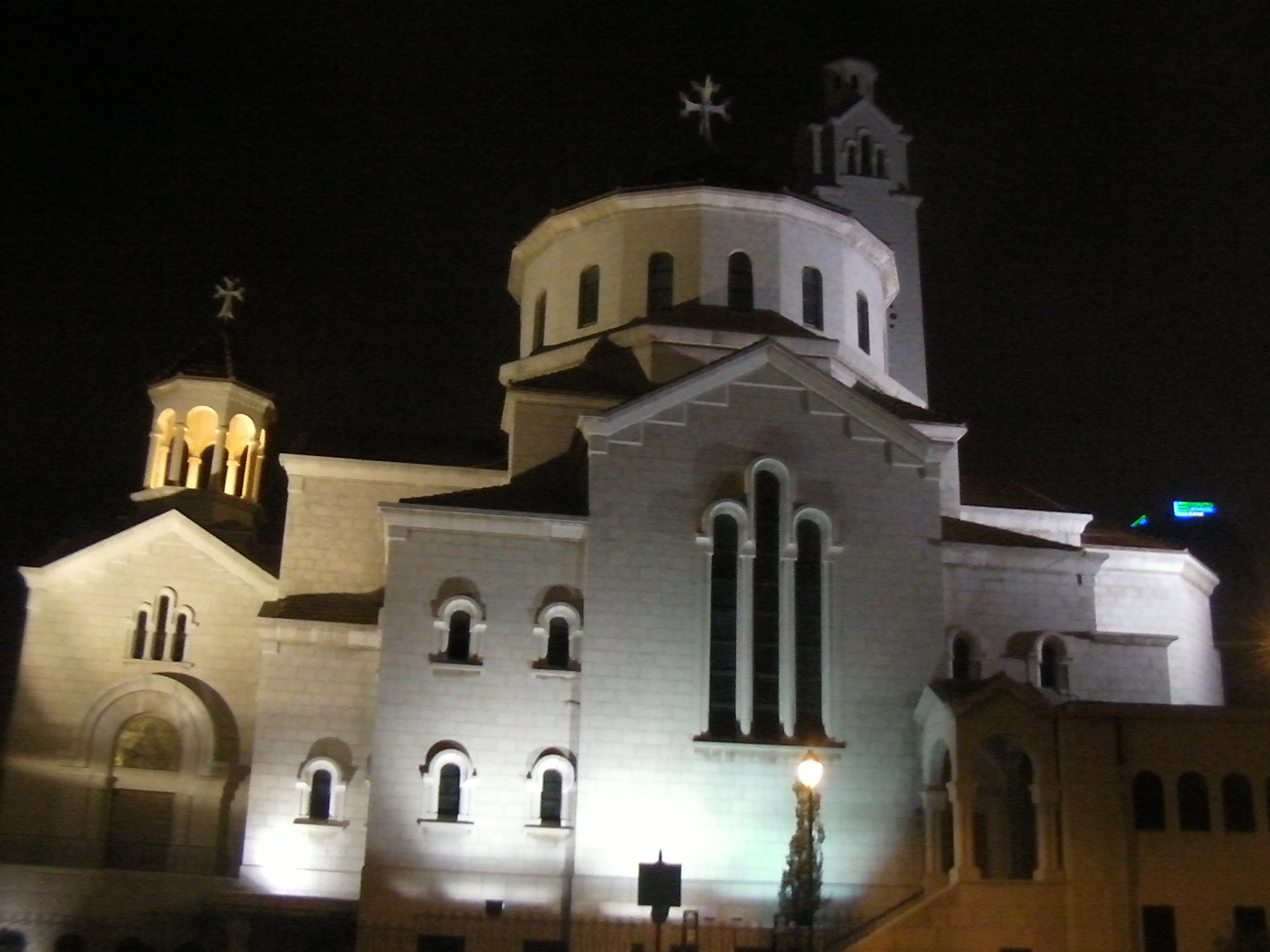
Hl.-Elias-und-Hl.-Gregor-Kathedrale bei Nacht (2010)

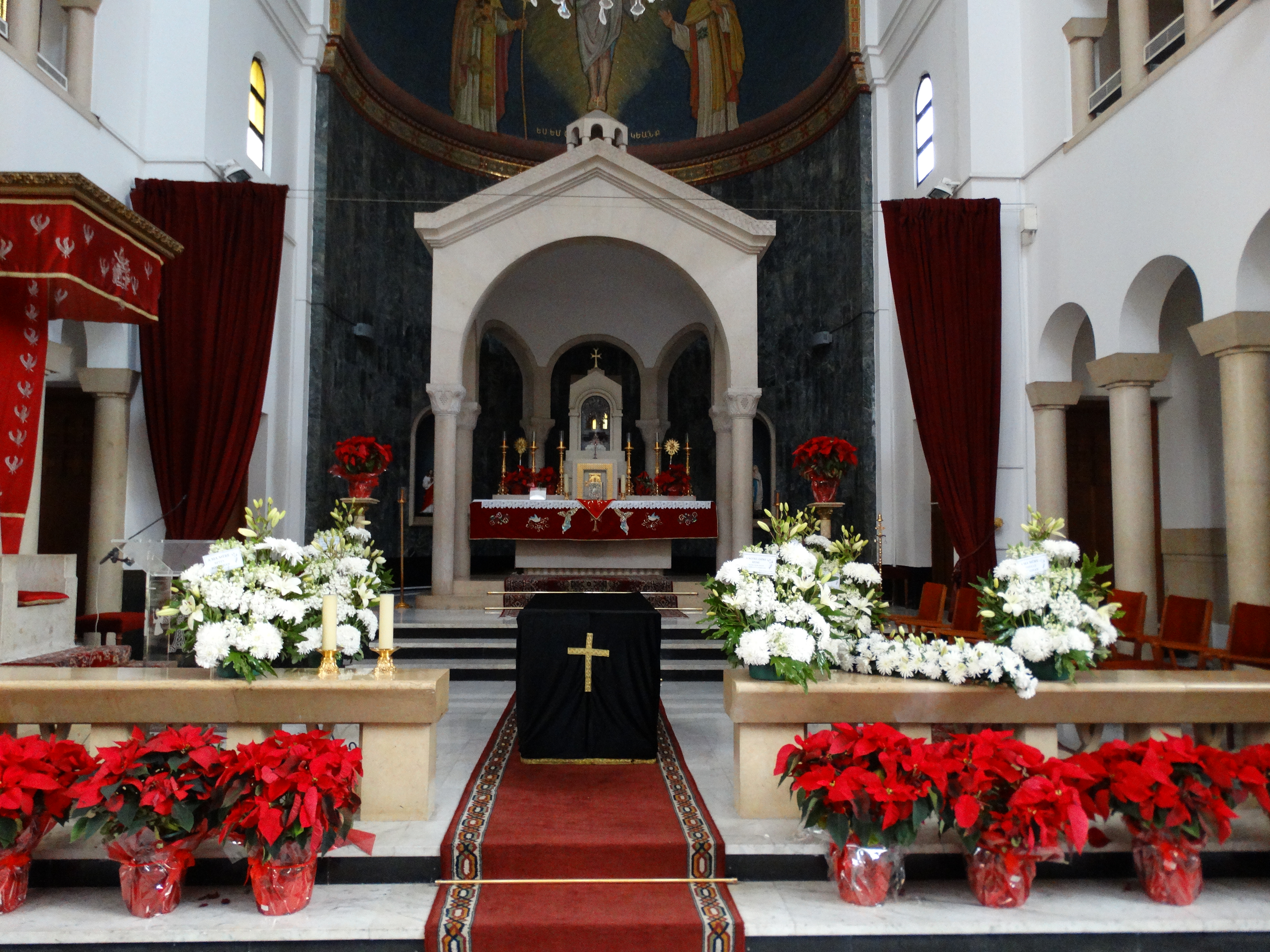
Hl.-Elias-und-Hl.-Gregor-Kathedrale, Innenansicht

Die Kathedrale des Heiligen Elias und des Heiligen Gregor des Erleuchters (armenisch Սուրբ Եղիա – Սուրբ Գրիգոր Լուսաւորիչ եկեղեցի Surp Krikor yev Surp Eghia) ist die Patriarchalkathedrale der armenisch-katholischen Kirche. Sie befindet sich im Debbas-Viertel der Innenstadt der libanesischen Hauptstadt Beirut.
Das Kirchengebäude wurde im Jahre 1928 als neuer Sitz der armenisch-katholischen Kirche errichtet, nachdem durch den Völkermord an den Armeniern im Osmanischen Reich sämtliche armenischen Katholiken in der Türkei entweder ermordet oder deportiert worden waren. Die Finanzierung des neuen Bauwerks wurde von Papst Pius XI. getätigt; es ist die Kathedra des Patriarchats von Kilikien. Bis dahin hatte dieses seinen Sitz in Konstantinopel (seit 1930 Istanbul) gehabt.
Die an historische Bauten erinnernde Hl.-Elias-und-Hl.-Gregor-Kathedrale weicht etwas von der traditionellen armenischen Architektur ab und enthält künstlerische Elemente aus Rom. Die Anordnung der beiden eponymen Heiligen Elias und Gregor im Namen der Kathedrale ist nicht offiziell festgelegt.